# Джаунсарі (мова)
Джаунсарі (Jaunsari) — індо-європейська мова групи пахарі, інколи розглядається як діалект ґархвалі, поширена в гірських районах регіону Ґархвал індійського штату Уттаракханд. Писемність деванагарі або латиницею, хоча рівень грамотності цією мовою складає менш ніж 1 %, а більшість її носіїв двомовні з хінді.